# ゴッドレス -神の消えた町-
ゴッドレス -神の消えた町-（原題: Godless）は、Netflixによるアメリカ合衆国の西部劇テレビドラマシリーズである。7話からなるリミテッドシリーズであり、スコット・フランクによって製作・監督・脚本された。2016年9月にサンタフェで撮影が始まり、2017年11月22日から配信された。

## 登場人物

### メイン
- ロイ・グッド
  - 演-ジャック・オコンネル、日本語吹替 - 内田岳志
  - かつてグリフィンに育てられその一味にいたが、逃げ出した無法者[4]。
- フランク・グリフィン
  - 演 - ジェフ・ダニエルズ、日本語吹替 - 宝亀克寿
  - かつての部下ロイをつけ狙う無法者一味のボス[5]。
- アリス・フレッチャー
  - 演 - ミシェル・ドッカリー[6]、日本語吹替 - 小林希唯
  - ラ・ベルの町外れで牧場を経営する未亡人。
- トラッキー
  - 演 - サミュエル・マーティ
  - アリスの息子。
- アイオビ
  - 演 - タントゥー・カーディナル（英語版）
  - アリスの義母。ネイティブ・アメリカンのパイユート族。
- ビル・マクニュー
  - 演 - スクート・マクネイリー[2]、日本語吹替 - 津田健次郎
  - ラ・ベルの保安官。
- アンナ・マクニュー
  - 演 - ウィットニー・エーブル（英語版） [7]
  - ビルの亡くなった妻。
- ホワイティー・ウィン
  - 演 - トーマス・サングスター[8]
  - ラ・ベルの保安官助手。
- メアリー・アグネス・マクニュー
  - 演 - メリット・ウェヴァー[8]
  - ラ・ベルの前町長の未亡人。ビル・マクニューの妹。男装。
- シャーロット・テンプル
  - 演 - サマンサ・スール（英語版）[7]
  - ラ・ベルの住人。
- キャリー・ダン
  - 演 - テス・フレイザー（英語版）
  - ラ・ベルの教師。元娼婦。
- A.T.グリッグ
  - 演 - ジェレミー・ボブ[8]
  - サンタ・フェ・デイリー・レビューの編集者。グリフィン一味の動向を長年追う。
- ジョン・クック
  - 演 - サム・ウォーターストン[2]
  - グリフィン一味を追う連邦保安官。
- J・J・バレンタイン
  - クリストファー・フィッツジェラルド（英語版）
  - 鉱山会社経営者。
- エド・ローガン
  - 演 - キム・コーツ
  - 鉱山会社従業員の護衛。
- ジョン・ランダル
  - 演 - ロブ・モーガン
  - ラ・ベルの近くの黒人の村に住む元伍長[9]。

## あらすじ
1884年、ニューメキシコ州の町ラ・ベルでは2年前の鉱山事故によりほとんどの男が死に、残された女性たちが男性を求めて採鉱の権利を鉱山会社に売る。町の保安官マクニューは目を患い、臆病者と侮られている。一方、無法者30人を率いるグリフィンは、息子のように育ててきたロイ・グッドに裏切られて盗んだ金を横取りされ、負傷して片腕を失う。負傷したロイ・グッドはラ・ベルの街はずれで牧場を経営する未亡人アリス・フレッチャーの元に身を寄せる。グリフィンは敵対した町を全滅させ、ロイを追い求めてラ・ベルに迫る。鉱山会社に裏切られたラ・ベルの女性たちとアリス、そしてマクニューとロイはラ・ベルでグリフィン一味と戦う。

## エピソード
全7エピソードは2017年11月22日に配信された。
| 通算 話数 | タイトル                                    | 監督               | 脚本               |
| --- | ------------------------------------------- | ------------------ | ------------------ |
| 1 | "クリードの事件" "An Incident at Creede""   | スコット・フランク | スコット・フランク |
| 1884年、手下のロイ・グッドに裏切られ、強盗した金を横取りされた無法者のフランク・グリフィンは、一味を率いて、手下を捕えたクリードの町の住民を皆殺しにする。グリフィンは負傷して左腕を切除する。ロイは未亡人アリス・フレッチャーの牧場で傷の手当てを受けたのち、ラ・ベルの保安官ビル・マクニューに自首する。連邦保安官ジョン・クックはグリフィン一味を追い、2年前の鉱山事故でほとんどの男が死んだ町ラ・ベルに来る。 |                                             |                    |                    |
| 2 | "ラ・ベルの女たち" "The Ladies of La Belle" | スコット・フランク | スコット・フランク |
| 鉱山会社がラ・ベルにやってきて、前町長の未亡人メアリー・マグネスの抵抗にもかかわらず鉱山を買収する。目を患うマクニューはクックに協力するためラ・ベルを出る。牧場の手助けが欲しいアリスは保安官助手のホワイティーを脅してロイ・グッドを解放させる。グリフィンは30人の一味を率いてロイを追い、タオスでグリッグの取材を受ける。 |                                             |                    |                    |
| 3 | "馬から学ぶ知恵" "Wisdom of the Horse"      | スコット・フランク | スコット・フランク |
| マクニューはグリフィンの後を追う。クックの依頼で鉱山会社はエド・ローガンら護衛をラ・ベルに派遣する。ロイは乗馬をトラッキーに教え、アリスから読み書きを学ぶ。オラグランデに来たクックはグリフィン一味に殺される。 |                                             |                    |                    |
| 4 | "父と息子" "Fathers & Sons""                | スコット・フランク | スコット・フランク |
| グリフィンは疫病で壊滅した集落の世話をする。マクニューはクックの死を知ってグリフィン一味の後を追うが待ち伏せされる。グリッグはマクニューがロイを捕えたと聞いてラ・ベルに来る。ホワイティーは黒人の村の娘ルイーズに会いに通う。アリスとロイはつらい過去を思い出す。 |                                             |                    |                    |
| 5 | "銃の名手" "Shot the Head off a Snake"      | スコット・フランク | スコット・フランク |
| フラッシュバックで、兄にシスター・ルーシーの元に置き去りにされたロイは逃げ出してグリフィンの一味に迎えられ育てられる。現在、マクニューはグリフィン一味を倒す助力を軍に請うが断られる。ロイとアリスは井戸を掘りあてる。ロイはグリフィンが自分を追ってくるのを恐れて牧場を離れようとし、アリスも牧場を売ろうとする。 |                                             |                    |                    |
| 6 | "ロイに宛てた手紙" "Dear Roy..."            | スコット・フランク | スコット・フランク |
| ロイはアリスと結ばれたのち、牧場を出る。グリッグの書いた記事を読んだグリフィンはロイを求めてラ・ベルに向かう。マクニューもまたラ・ベルに向かう。アリスとトラッキーは、ロイの残した兄の手紙を読む。 |                                             |                    |                    |
| 7 | "再びラ・ベルへ" "Homecoming"               | スコット・フランク | スコット・フランク |
| グリフィン一味はラ・ベルに迫り、鉱山会社は住民が逃げ出さないよう馬を盗む。ラ・ベルの女性達は町に残ってグリフィン一味の襲来に備え、アリスも合流する。ホワイティーは黒人の村に加勢を求めるが、グリフィンが先に村人を惨殺する。グリフィン一味がラ・ベルに着き、待ち構えていた女性たちと銃撃戦になる。マクニューとロイも町に戻り一味の残りと対決する。ホワイティーを含む多くの犠牲者を出しながら一味は全滅させられる。ロイは一人逃げ出したグリフィンと対決して殺す。ロイはアリスをマクニューに託し大金を残して、兄のいるカリフォルニアへ旅立つ。 |                                             |                    |                    |

## 受賞
第70回プライムタイム・エミー賞で助演男優賞リミテッドシリーズ/テレビ映画部門、助演女優賞リミテッドシリーズ/テレビ映画部門、メインタイトルテーマミュージック賞を受賞した。

## 参照
1. ↑  “Netflix Sets ‘Godless’ Limited Series From Scott Frank & Steven Soderbergh”.   Deadline (2016年3月1日). 2016年6月1日閲覧。
2. 1 2 3  “‘Godless’ Adds Sam Waterston, Kim Coates, More; Scoot McNairy Confirmed”.   Deadline (2016年9月6日). 2016年9月6日閲覧。
3. ↑  “Godless: Get a First Look at Steven Soderbergh's Western Series for Netflix”. Entertainment Weekly (2017年8月23日). 2017年8月23日閲覧。
4. ↑  “Jack O’Connell to Star in Netflix Series ‘Godless’”.   The Wrap (2016年5月11日). 2016年6月1日閲覧。
5. ↑  “Jeff Daniels, Scoot McNairy In Talks To Board Scott Frank’s ‘Godless’”.  Deadline (2016年5月27日). 2016年6月9日閲覧。
6. ↑  “Michelle Dockery Cast As Female Lead In Netflix’s ‘Godless’ Miniseries”.  Deadline (2016年7月25日). 2016年7月25日閲覧。
7. 1 2  “‘Godless’**  Whitney Able & Samantha Soule Join Netflix Limited Series”.  Deadline (2016年6月20日). 2016年7月26日閲覧。
8. 1 2 3  “Jeff Daniels, Merritt Wever to Star in Netflix Western 'Godless'”.   Hollywood Reporter (2016年6月13日). 2016年7月25日閲覧。
9. ↑  “‘Godless’**  Rob Morgan Joins Netflix Limited Series*  Dustin Ingram In CMT’s ‘Million Dollar Quartet’”.  Deadline (2016年6月22日). 2016年9月26日閲覧。
10. ↑  “‘Godless’ Gets November Premiere Date On Netflix”. Deadline. 2017年11月5日閲覧。